# SN 1962K
SN 1962K – supernowa odkryta 3 września 1962 roku w galaktyce NGC 1090. W momencie odkrycia miała maksymalną jasność 18,20m.